# Amere May
Amere May Jr. (20 de agosto de 1992 South Haven, Michigan) es un jugador de baloncesto estadounidense que se desempeña como escolta. 
Es hijo de Amere May Sr., un pastor evangélico que en su juventud jugó profesionalmente en Israel y Argentina.

## Trayectoria deportiva

### Jugador universitario
May fue reclutado por Delaware State Hornets, equipo de la Mid-Eastern Athletic Conference de la División I de la NCAA. Al llegar, fue designado como redshirt, motivo por el cual sólo pudo actuar en 7 partidos de la temporada 2010-11. En su siguiente temporada, ya oficialmente como freshman, jugó 27 partidos. Terminó como el séptimo anotador de su equipo con un promedio de 5.8 puntos por partido. 
Su temporada de sophmore no fue muy diferente a la anterior, pero tuvo la oportunidad de ser parte del quinteto inicial en, al menos, 11 ocasiones.
Buscando más oportunidades para jugar, May se transfirió a la Universidad St. Augustine en Raleigh, Carolina del Norte. Allí se sumó a los St. Augustine's Falcons, lo que implicó pasar a disputar los torneos de la División II de la NCAA. 
Para su temporada como sénior optó por regresar a los Hornets. Convertido en titular del equipo, promedió 21 puntos por partido. 

### Jugador profesional
Aunque a mediados de 2015 tuvo una oferta para incorporarse al Basket Barcellona de Italia, finalmente su contratación no se produjo. 
Firmó con Ferro el 5 de enero del 2016 en reemplazo de Trevor Gaskins, generando una gran expectativa en el club argentino. Sin embargo disputó un total de 13 partidos de los cuales solamente en uno arrancó como titular. No pudo alcanzar el nivel que se esperaba de él por lo que fue cortado del plantel el viernes 26 de febrero de 2016.
Un mes después aterrizó en el Belfius Mons-Hinault de la Pro Basketball League de Bélgica.

## Estadísticas en la NCAA

### Temporada regular
| Año       | Equipo                  | PJ  | PT | MPP  | %TC  | %3P  | %TL  | RPP  | APP  | ROB  | TPP  | PPP   |
| --------- | ----------------------- | --- | -- | ---- | ---- | ---- | ---- | ---- | ---- | ---- | ---- | ----- |
| 2010-2011 | Delaware State Hornets  | 7   | 0  | 3.6  | .125 | .250 | .000 | 0.14 | 0    | 0    | 0    | 0.43  |
| 2011-2012 | Delaware State Hornets  | 27  | 3  | 16.6 | .385 | .340 | .568 | 1.22 | 0.48 | 0.44 | 0.19 | 5.81  |
| 2012-2013 | Delaware State Hornets  | 26  | 11 | 16.9 | .379 | .429 | .618 | 2.04 | 0.81 | 0.69 | 0.27 | 5.96  |
| 2013-2014 | St. Augustine's Falcons | 29  | 27 | 29.4 | .432 | .380 | .812 | 4.79 | 2.62 | 1.7  | 0.66 | 19.21 |
| 2014-2015 | Delaware State Hornets  | 32  | 30 | 34.2 | .418 | .387 | .821 | 4.16 | 2.66 | 1    | 0.19 | 20.97 |
| Total     | Total                   | 121 | 71 | 23.6 | .412 | .382 | .776 | 2.97 | 1.61 | 0.77 | 0.31 | 12.75 |

## Estadísticas de su carrera

### Temporada regular
| Año       | Equipo | PJ | PT | MPP  | %TC  | %3P  | %TL  | RPP  | APP  | ROB  | TPP  | PPP  |
| --------- | ------ | -- | -- | ---- | ---- | ---- | ---- | ---- | ---- | ---- | ---- | ---- |
| 2015-2016 | Ferro  | 13 | 1  | 15.6 | .392 | .300 | .909 | 1.69 | 1.15 | 0.38 | 0.23 | 9.92 |
| Total     | Total  | 13 | 1  | 15.6 | .392 | .300 | .909 | 1.69 | 1.15 | 0.38 | 0.23 | 9.92 |